# Аликвотная последовательность
В математике аликвотная последовательность — это рекурсивная последовательность, в которой каждый член является суммой собственных делителей предыдущего члена. Аликвотная последовательность, начинающаяся с некоторого положительного целого числа k, может быть определена формально в терминах суммирующей функции делителей σ1 следующим образом:
s0 = k
sn = σ1(sn−1) − sn−1.
Например, аликвотная последовательность для числа 10 — 10, 8, 7, 1, 0, поскольку:
σ1(10) − 10 = 5 + 2 + 1 = 8
σ1(8) − 8 = 4 + 2 + 1 = 7
σ1(7) − 7 = 1
σ1(1) − 1 = 0
Многие аликвотные последовательности завершаются нулём (последовательность A080907 в OEIS), и все такие последовательности завершаются простым числом с последующими единицей (поскольку единственным собственным делителем простого числа является единица) и нулём (поскольку у единицы нет собственных делителей). Имеется также несколько случаев, когда аликвотная последовательность бесконечна:
- Совершенное число имеет повторяющуюся аликвотную последовательность с периодом 1. Аликвотной последовательностью шести, например, является 6, 6, 6, 6, ...
- Дружественные числа имеют повторяющуюся аликвотную последовательность с периодом 2. Например, аликвотной последовательностью числа 220 является 220, 284, 220, 284, ...
- Компанейские числа имеют повторяющуюся аликвотную последовательность с любым периодом. Например, аликвотной последовательностью числа 1 264 460 является 1 264 460, 1 547 860, 1 727 636, 1 305 184, 1 264 460, ...
- Некоторые числа дают аликвотную последовательность, с некоторого места переходящую в последовательность с некоторым периодом, не будучи при этом ни совершенными, ни дружественными, ни компанейскими. Например, аликвотной последовательностью числа 95 является 95, 25, 6, 6, 6, 6, ... . Числа наподобие 95, не являющиеся совершенными, но дающие последовательность, переходящую с некоторого места в последовательность с периодом 1, называются сходящимися (A063769).

Длины аликвотных последовательностей, начинающихся с n:
1, 2, 2, 3, 2, 1, 2, 3, 4, 4, 2, 7, 2, 5, 5, 6, 2, 4, 2, 7, 3, 6, 2, 5, 1, 7, 3, 1, 2, 15, 2, 3, 6, 8, 3, 4, 2, 7, 3, 4, 2, 14, 2, 5, 7, 8, 2, 6, 4, 3, ... (последовательность A044050 в OEIS).
Последний элемент аликвотных последовательностей (не включая 1), начинающихся с n:
1, 2, 3, 3, 5, 6, 7, 7, 3, 7, 11, 3, 13, 7, 3, 3, 17, 11, 19, 7, 11, 7, 23, 17, 6, 3, 13, 28, 29, 3, 31, 31, 3, 7, 13, 17, 37, 7, 17, 43, 41, 3, 43, 43, 3, 3, 47, 41, 7, 43, ... (последовательность A115350 в OEIS).
Числа, аликвотные последовательности которых завершаются 1:
1, 2, 3, 4, 5, 7, 8, 9, 10, 11, 12, 13, 14, 15, 16, 17, 18, 19, 20, 21, 22, 23, 24, 26, 27, 29, 30, 31, 32, 33, 34, 35, 36, 37, 38, 39, 40, 41, 42, 43, 44, 45, 46, 47, 48, 49, 50, ... (последовательность A080907 в OEIS).
Числа, аликвотные последовательности которых завершаются совершенным числом:
25, 95, 119, 143, 417, 445, 565, 608, 650, 652, 675, 685, 783, 790, 909, 913, ... (последовательность A063769 в OEIS).
Числа, аликвотные последовательности которых завершаются циклом длины 2:
220, 284, 562, 1064, 1184, 1188, 1210, 1308, 1336, 1380, 1420, 1490, 1604, 1690, 1692, 1772, 1816, 1898, 2008, 2122, 2152, 2172, 2362, ... (последовательность A121507 в OEIS).
Числа, для которых не известно, являются ли их аликвотные последовательности конечными или периодическими:
276, 306, 396, 552, 564, 660, 696, 780, 828, 888, 966, 996, 1074, 1086, 1098, 1104, 1134, 1218, 1302, 1314, 1320, 1338, 1350, 1356, 1392, 1398, 1410, 1464, 1476, 1488, ... (последовательность A131884 в OEIS).
Важной гипотезой относительно аликвотных последовательностей, принадлежащей Каталану, является предположение, что любая аликвотная последовательность завершается одним из перечисленных путей — простым числом, совершенным числом, набором дружественных чисел или набором компанейских чисел. В противном случае должны существовать числа, аликвотная последовательность которых неограничена. Любое из упомянутых выше чисел, для которых аликвотная последовательность не определена полностью, может оказаться таким числом. Первые пять кандидатов называются пятёрка Лемера (по имени американского математика Дика Лемера): 276, 552, 564, 660 и 966.
К апрелю 2015 года известно 898 положительных целых чисел, меньших 100 000, для которых аликвотная последовательность не установлена, и 9190 таких чисел, меньших 1 000 000.

## Свойства
Аликвотная последовательность долго сохраняет свою чётность. Смена чётности происходит на членах вида {\displaystyle k^{2}} и {\displaystyle 2^{n}k^{2}.}